# Episodi di Hellbound (seconda stagione)
La seconda stagione della serie televisiva Hellbound, composta da sei episodi, è stata trasmessa in prima visione a livello globale il 25 ottobre 2024 sulla piattaforma di streaming Netflix.
| nº | Titolo originale | Titolo italiano | Distribuzione (globale) |
| -- | ---------------- | --------------- | ----------------------- |
| 1  | Episode 1        | Episodio 1      | 25 ottobre 2024         |
| 2  | Episode 2        | Episodio 2      | 25 ottobre 2024         |
| 3  | Episode 3        | Episodio 3      | 25 ottobre 2024         |
| 4  | Episode 4        | Episodio 4      | 25 ottobre 2024         |
| 5  | Episode 5        | Episodio 5      | 25 ottobre 2024         |
| 6  | Episode 6        | Episodio 6      | 25 ottobre 2024         |

## Episodio 1
- Titolo originale: Episode 1
- Diretto da: Yeon Sang-ho
- Scritto da: Yeon Sang-ho & Choi Gyu-seok

### Trama
Jinsu si ritrova misteriosamente resuscitato dopo una serie di visioni. Rendendosi conto che sta perdendo potere, Kim Jeongchil accetta di collaborare con il governo.

## Episodio 2
- Titolo originale: Episode 2
- Diretto da: Yeon Sang-ho
- Scritto da: Yeon Sang-ho & Choi Gyu-seok

### Trama
Mentre si nascondono, Kyunghun e la figlia si ritrovano improvvisamente sotto attacco. Nel frattempo, la Nuova Verità velocizza la tempistica dell'annuncio.

## Episodio 3
- Titolo originale: Episode 3
- Diretto da: Yeon Sang-ho
- Scritto da: Yeon Sang-ho & Choi Gyu-seok

### Trama
Jeongchil manipola Jungja per realizzare la Nuova Volontà. Jinsu impara a conoscere meglio Cheon Sehyeong e inizia a elaborare il suo piano di fuga.

## Episodio 4
- Titolo originale: Episode 4
- Diretto da: Yeon Sang-ho
- Scritto da: Yeon Sang-ho & Choi Gyu-seok

### Trama
Jinsu propone quanto ha pensato di fare per incontrarsi con Jungja, ma Hyejin decide di portare avanti il suo piano per salvarla per conto di Sodo.

## Episodio 5
- Titolo originale: Episode 5
- Diretto da: Yeon Sang-ho
- Scritto da: Yeon Sang-ho & Choi Gyu-seok

### Trama
Mentre Hyejin, Jinsu e Jeongchil tentano di prendere Jungja, la signora Lee gioca la sua partita in disparte, ma il caos si scatena ovunque.

## Episodio 6
- Titolo originale: Episode 6
- Diretto da: Yeon Sang-ho
- Scritto da: Yeon Sang-ho & Choi Gyu-seok

### Trama
Jinsu affronta Jungja alla disperata ricerca di risposte. Con il disordine che prende piede, Hyejin riuscirà a portare Jungja al sicuro prima che sia troppo tardi?